# Metriochroa inferior
Metriochroa inferior là một loài bướm đêm thuộc họ Gracillariidae. Nó được tìm thấy ở Eritrea.
Ấu trùng ăn Olea chrysophylla. Chúng có thể ăn lá nơi chúng làm tổ.